# 烈
| ウィキペディアには「烈」という見出しの百科事典記事はありません（タイトルに「烈」を含むページの一覧/「烈」で始まるページの一覧）。 代わりにウィクショナリーのページ「烈」が役に立つかもしれません。 |